# 杉本喜代志
杉本 喜代志（すぎもと きよし、1942年2月3日 - ）は、日本のジャズ・ギタリスト。1970年代トップ演奏者のひとりであり、スタジオ・ミュージシャンとして、ジャズ・ロック、J-POP、アニメソング、歌謡曲等のレコーディングに参加している。

## 経歴
静岡県生まれ。小学6年の時、ミュージシャンを志していた父親から子供用の小ぶりなギターを買い与えられる。
高校1年生の夏休み、女流クラシック・ギタリストに弟子入りするため、夜汽車に乗って上京した。その車中で「ボクどこ行くの」とギターを抱えている杉本に声をかけてきた男性がいた。その男性は東京交響楽団のチェロ奏者でギターも演奏する浅井。「ジャズ・ギタリストになりたい」との思いを聞いた浅井は、品川にある自宅に杉本を招く。紹介されたのが奥田宗弘である。
人気ダンスバンド「奥田宗宏とブルースカイ・オーケストラ」のバンドボーイの仕事を紹介してもらい、しばらくその仕事をしていたある日、奥田から「小坂一也のバンドで2代目ギター募集しているからやってみたらどうだ」と勧められ、1960年代はじめに、カントリー音楽の小坂一也&ワゴン・マスターズ（同メンバーにかまやつひろしも在籍）に参加する。加入後「水原弘ブルーソックス」「ジョージ大塚とザ・サンダーバード」「山下敬二郎と東京ヤンキース」とロカビリー・バンドを展開していた。その後、吉屋潤グループなどでもギタリストとして活動した。自らのグループを組みつつ、スタジオ・ミュージシャンとして数多くのレコーディングに参加した。その後、ようやくジャズにたどり着き、｢大沢保郎トリオ｣、｢岡崎広志とスター・ゲイザーズ｣、｢石川晶とカウント・バッファローズ｣、｢日野皓正グループ｣、自己コンボを経て、リーダーカルテット「カントリー・ドリーム」杉本（ギター）、鈴木宏昌（ピアノ）、池田芳夫（ベース）、日野元彦（ドラム）で発表する。
1970年、｢日野皓正クインテット｣に参加。
1971年、「ベルリン・ジャズ・フェスティバル」「ニューポート・ジャズ・フェスティバル」「ニューヨーク カーネギー・ホール」出演を果たし、当時MCをしていたいソノてルヲは「日本人で初めてのカーネギー出演だ」と興奮していた。
この時期のリーダー・アルバム『バビロニア・ウインド』は、杉本（ギター）、植松孝夫（テナー・サクソフォーン）、市川秀男（ピアノ）、池田芳夫（ベース）、日野元彦（ドラム）で発表された。クレジットにはないがパーカッション演奏者は日野皓正。
1978年発表のアルバム『L.A.マスター』は、ニューヨークでの生活を終え日本に戻っていた杉本が「クロスオーバー」「フュージョン」というサウンドを経験していたこともあり、清水靖晃（アルトサックス）、富樫春生（キーボード）、岡沢章（ベース）、渡嘉敷祐一（ドラム）、杉本（ギター）のメンバーですぐにレコーディングされている。
1981年、ウォーレン・バーンハート（ピアノ）、マーカス・ミラー（ベース、グラミー賞受賞者）、オマー・ハキム（ドラム）、大野俊三（トランペット、グラミー賞受賞者）、杉本（ギター）のメンバーで、アルバムに収める楽曲6曲のオリジナルを1週間で書き下ろしたのがアルバム『ワン・モア』。
2001年、20年ぶりのリーダー・アルバム・KANKAWAプロデュース作『サーキュレーション』は、グレッグ・バンディ（ドラム）、シンシア・マリ（ボーカル）、KANKAWA（オルガン）、杉本（ギター）のメンバーでライブ・レコーディング。
2004年、森山威男（ドラム）、高水健司（ベース）、杉本（ギター）、笹路正徳プロデュースによる『バッテリーズ・ノット・インクルーテッド』を発表。「ドラムの森山さんと杉本さんの双頭バンドで作品を作りませんか? ベースは高水です」と笹路から誘いの連絡があって実現した作品。
2019年、病気治療のため活動休止していたが再始動にラテンジャズ『Arcadia』で復活。メンバーは、石川勇人（ドラム）、福本純也（ピアノ）、荒川B琢哉（パーカッション）、勝矢匠（ベース）、杉本（ギター）。
2020年2月、60年のキャリアで初となる「Birthday Live」を新宿 Jazz Spot J で行った。お祝いに、大野えり（ボーカル）、渡嘉敷祐一（ドラム）らが駆けつけた。
2021年、一般社団法人日本ジャズ音楽協会、2021年度「ジャズ大賞」受賞。

## エピソード
渡辺貞夫からのグループ加入の誘いを断ったことがあり、代わりに加入したのが増尾好秋。
渡辺香津美が弟子入りを志願したが、多忙を極めていた時期と重なり断った。
ギタリスト直居隆雄、岩見淳三、水口昌昭らは高校生のころから杉本の追っかけをやっていた。
エレキベース奏者のグレッグ・リーの仲人を務めるた。
筒美京平のファーストコールミュージシャンであり、お気に入り奏者の一人であった。
フランク・ウエスは“ゴキゲン”と称した。
村上春樹とは、若い頃に交流があり、村上の著書『職業としての小説家』において記載がある。
甥に、教育哲学者、福祉心理学者、経営倫理学者の望月雅和がいる。
旭川 LIVE JAM には、`86・88・89・91・92年に出場。`86は ルー・ドナルドソン・カルテット の一員として参加。

## ディスコグラフィ

### アルバム（リーダー作品）
| 発売日         | レーベル         | 規格           | 規格品番    | タイトル                            | 備考                       |
| -------------- | ---------------- | -------------- | ----------- | ----------------------------------- | -------------------------- |
| 1970年3月1日   | 日本コロムビア   | LP             | XMS-10024   | COUNTRY DREAM                       |                            |
| 1979年         | 日本コロムビア   | LP             | YS-7516     | COUNTRY DREAM                       |                            |
| 2007年2月21日  | 日本コロムビア   | CD（紙ジャケ） | COCB-53631  | COUNTRY DREAM                       | 2007年デジタルリマスター盤 |
| 2014年8月20日  | 日本コロムビア   | CD             | COCB-54116  | COUNTRY DREAM                       |                            |
| 1971年         | ビクター         | LP             | JMC-5036    | Rock Joy In Guitar                  |                            |
| 2018年11月28日 | ビクター         | SHM-CD         | VICJ-70048  | Rock Joy In Guitar                  |                            |
|                | ビクター         | 配信           |             | Rock Joy In Guitar                  |                            |
| 1972年         | 日本コロムビア   | LP             | XMS-10037-J | Babylonia Wind                      |                            |
| 2007年3月16日  | 日本コロムビア   | CD（紙ジャケ） | PCD-7286    | Babylonia Wind                      |                            |
| 2015年8月12日  | 日本コロムビア   | LP             | HMJY-104    | Babylonia Wind                      |                            |
| 1972年4月25日  | 日本コロムビア   | LP             | JDX-69      | GUITAR METHOD                       |                            |
| 2012年10月10日 | 日本コロムビア   | CD             | COCB-54025  | GUITAR METHOD                       |                            |
| 1973年10月25日 | Kiva             | LP             | KV-102      | ライブ※六本木 Mingos Musicoにて収録 |                            |
| 1975年5月25日  | 日本コロムビア   | LP             | KZ-7505     | OUR TIME                            |                            |
| 2012年9月5日   | 日本コロムビア   | CD             | COCB-54013  | OUR TIME                            |                            |
| 1978年6月5日   | 東芝EMI/EXPRESS  | LP             | ETP-80020   | L.A. Master                         |                            |
| 1981年1月25日  | 日本コロムビア   | LP             | YF-7007     | ONE MORE                            |                            |
| 2013年6月26日  | 日本コロムビア   | CD             | COCB-54064  | ONE MORE                            |                            |
| 2001年5月23日  | Highways Records | CD             | TKCU-77085  | CIRCULATION                         |                            |

## 参加作品
- 浅川マキ
  - 『寂しい日々』
  - 『ふと、或る夜、生き物みたいに歩いているので、演奏家たちのOKをもらった』
  - 『マイ・マン』
  - 『CAT NAP』
- 大橋純子
  - 『ペイパー・ムーン』
- 大野雄二
  - 『「犬神家の一族」オリジナルサウンドトラック』
  - 『「人間の証明」オリジナル・サウンドトラック』
- グレープ
  - 『わすれもの』
- 沢田研二
  - 『A SAINT IN THE NIGHT』
- 竹内まりや
  - 『LOVE SONGS』
- 中島みゆき
  - 『あ・り・が・と・う』
  - 『親愛なる者へ』
  - 『回帰熱』
- 浜田省吾
  - 「GIVE ME ONE MORE CHANCE」
- ピチカート・ファイヴ
  - 『ロマンティーク96』
- フランキー堺
  - 『この素晴しい世界』[2]